# Hyomys dammermani
Hyomys dammermani là một loài động vật có vú trong họ Chuột, bộ Gặm nhấm. Loài này được Stein mô tả năm 1933.